# Sabellastarte sanctijosephi
Espèce
Synonymes
- Eurato sanctijosephi Gravier, 1906[1]
- Eurato sancti-josephi Gravier, 1906

Sabellastarte sanctijosephi est une espèce de vers marins polychètes de la famille des Sabellidae.

## Habitat et répartition
Cette espèce est présente en milieu tropical, à une profondeur de 1 à 3 mètres, au large du Mozambique et dans la mer Rouge.

## Description
L'un des spécimens étudiés par l'auteur, dont il reconnait qu'il n'était pas le plus grand, mesurait, hors branchies, 67 mm et possédait des branchies mesurant 40 mm. Sa largeur maximale était de 10,5 mm.

## Galerie

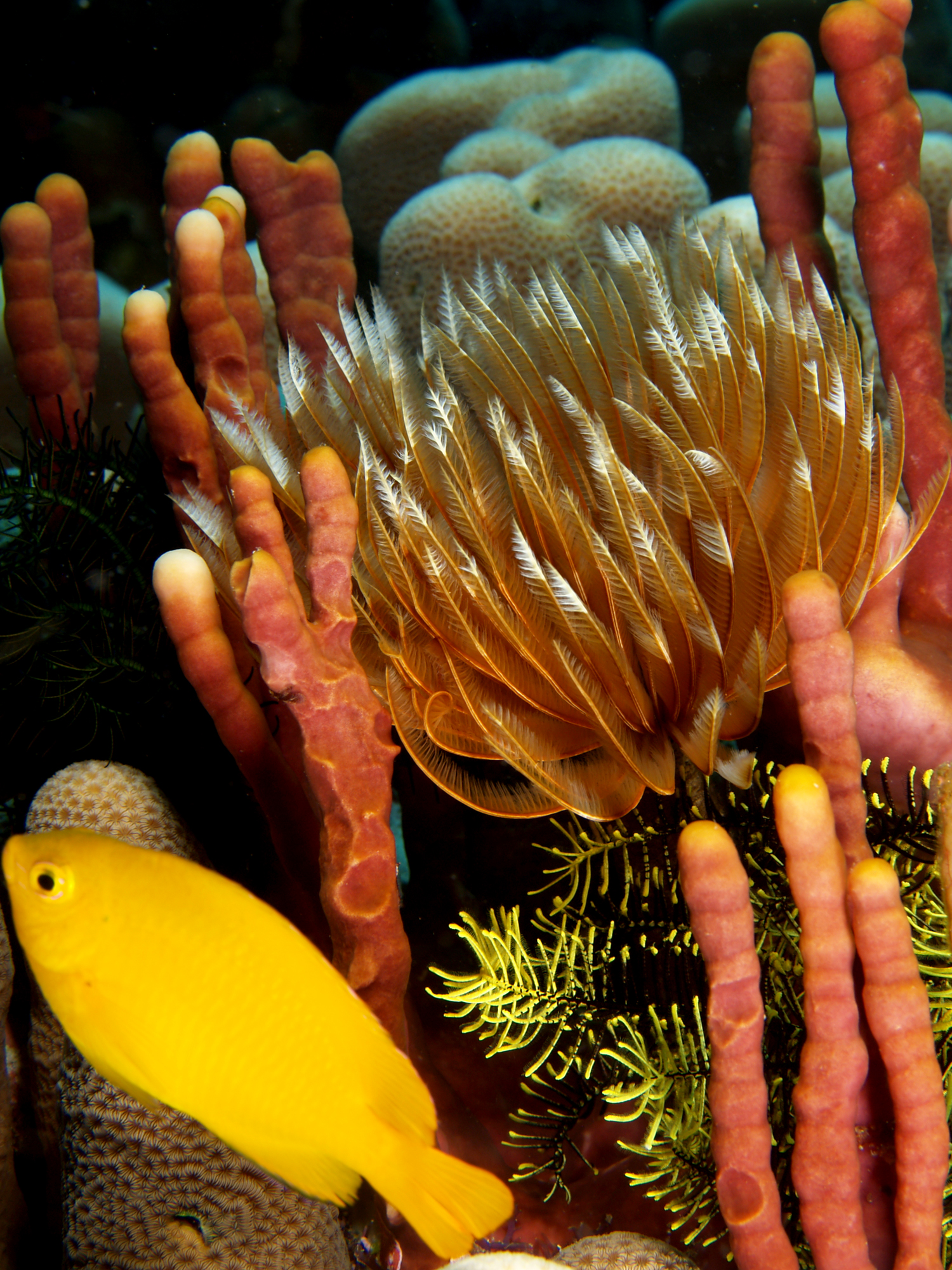
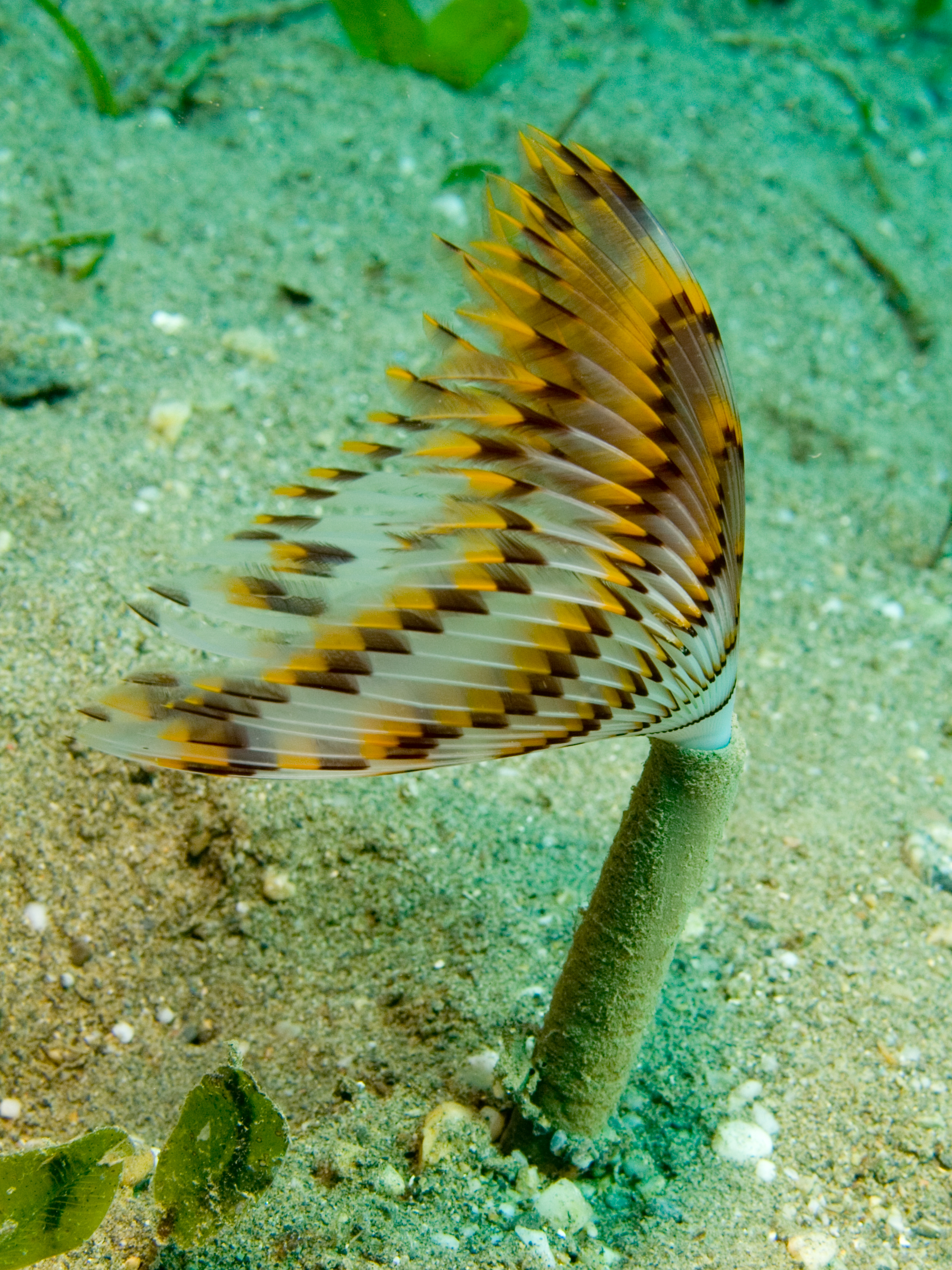
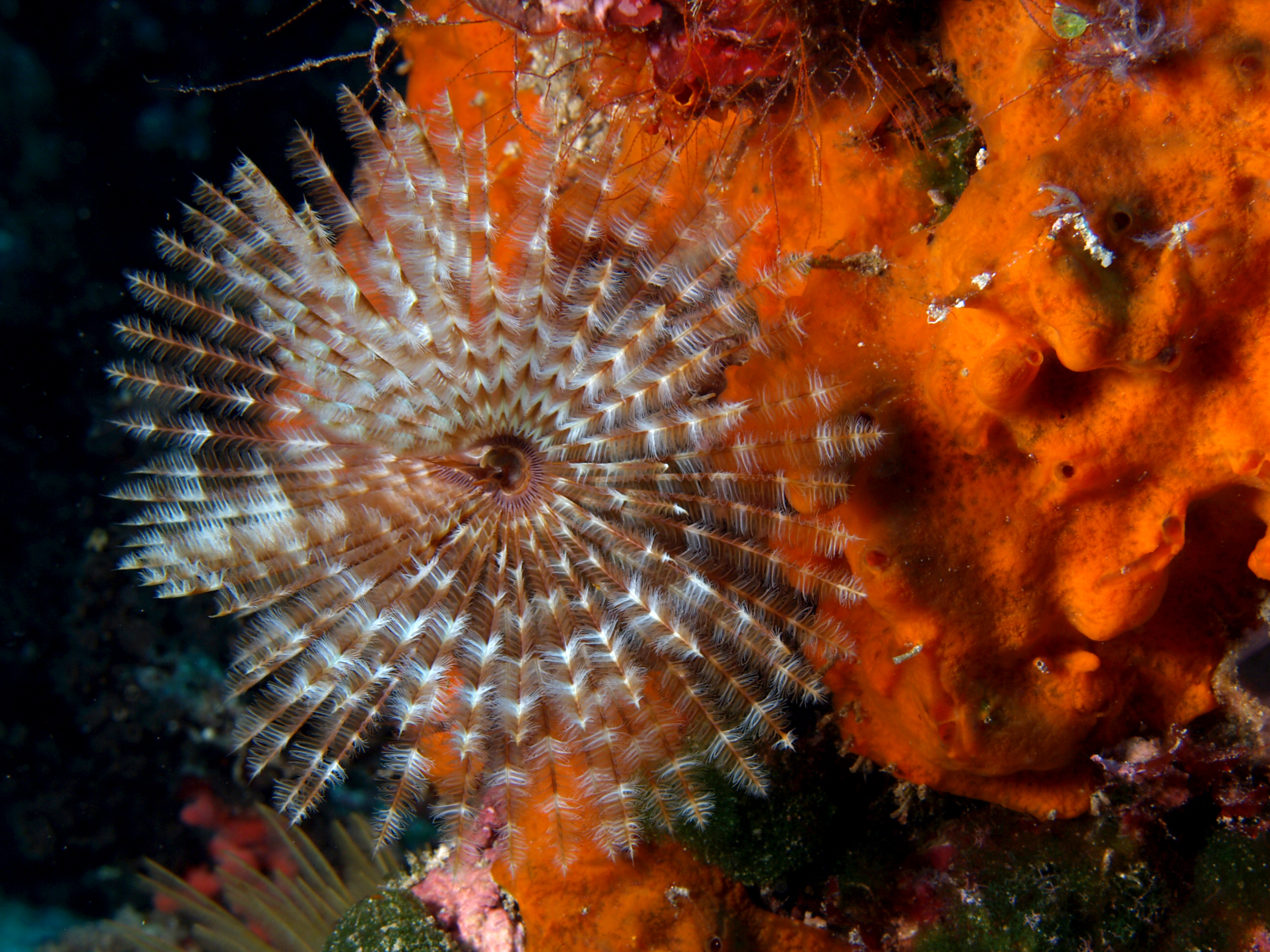

## Étymologie
Son nom spécifique, sanctijosephi, lui a été donné en l'honneur d'Arthur d’Anthoine de Saint-Joseph (d) (1829-1911), zoologiste français, et ce en référence aux mémoires très importants qu'il a rédigés sur les vers polychètes des côtes françaises.

## Publication originale
- Ch. Gravier, « Sur les annélides polychètes de la Mer Rouge (Sabellides) », Bulletin du Muséum d'histoire naturelle, Paris, IN  Groupe, vol. 12, no 1,‎ 1906, p. 33-43 (ISSN 0027-4070 et 2419-6452, OCLC 57046216, BNF 34348915, lire en ligne).